# Killian Farrell
Killian Farrell (* 1994 in Dublin) ist ein irischer Dirigent.

## Biographie
Killian Farrell erhielt bereits früh eine gute musikalische Ausbildung. Er war Mitglied im „Palestrina Choir“ der Dublin Cathedral und dirigierte schon als 17-Jähriger eine Aufführung der Johannes-Passion von Johann Sebastian Bach. Killian Farrell studierte am DIT Conservatory of Music and Drama in Dublin Klavier, Orgel und Dirigieren sowie gleichzeitig Musikwissenschaft am Trinity College Dublin. Das Studium schloss er 2016 mit Auszeichnung ab. Er zog anschließend nach London, um sein Studium als Korrepetitor am National Opera Studio fortzusetzen. Farrell ist auch ein ehemaliger Teilnehmer der Young Artists Programme der „Britten-Pears Academy“ und der „Académie du Festival d’Aix-en-Provence“.
2016/2017 gastierte Killian Farrell als Repetitor und Cembalist am Staatstheater Wiesbaden, wo er für die musikalische Einstudierung von Le nozze di Figaro verantwortlich war. Ab 2017 war er am Theater Bremen engagiert, zunächst als Korrepetitor und Assistent des Generalmusikdirektors (GMD), von 2019 bis 2021 als Erster Kapellmeister. Er ist seit Beginn der Saison 2021/2022 als Kapellmeister und Assistent des Generalmusikdirektors an der Staatsoper Stuttgart engagiert.
Ab der Spielzeit 2023/24 ist Killian Farrell Generalmusikdirektor am Staatstheater Meiningen und Leiter der Meininger Hofkapelle. Er setzte sich dabei bei der Bewerbung um diese Anstellung gegen 100 Mitbewerber durch. Er ist der erste irische Generalmusikdirektor an einem deutschen Staatstheater. Er ist der Nachfolger von Philippe Bach aus der Schweiz, der hier von 2010 bis 2022 tätig war.

## Auszeichnungen
- 2014: Orchesterpreis des RTÉ Concert Orchestra beim „Feis Ceoil Dirigierwettbewerb“
- 2020: Kurt-Hübner-Preis der Bremer Theaterfreunde (Nachwuchs)[5]